# Glyphocrangon panglao
Glyphocrangon panglao is een garnalensoort uit de familie van de Glyphocrangonidae. De wetenschappelijke naam van de soort is voor het eerst geldig gepubliceerd in 2008 door Komai & Chan.